# Права ЛГБТ в Калифорнии
Лесбиянки, геи, бисексуалы и трансгендеры (ЛГБТ) в штате Калифорния в США не подвергаются преследованию со стороны официальных властей и официально имеют равные права с проживающими в штате гетеросексуалами.
Однополые сексуальные отношения в штате декриминализированы в 1976 году. Однополые браки являются законными с 2013 года. Дискриминация по признаку сексуальной ориентации и гендерной идентичности полностью запрещена с 2003 года. Конверсионная терапия для несовершеннолетних запрещена с 2013 года. В образовательную программу государственных школ в штате Калифорния в обязательном порядке входит история ЛГБТ-сообщества. Студентам-транссексуалам разрешено пользоваться туалетами и вступать в спортивные команды, которые соответствуют их гендерной идентичности.
Калифорния стала первым штатом США, узаконившим партнерские отношения между однополыми парами в 1999 году. В июле—ноябре 2008 года в штате действовало разрешение на заключение однополых браков, до запрета, одобренного избирателями. После того, как 26 июня 2013 года Верховный суд США отказал в признании законными действий противников однополых браков, запрет утратил юридическую силу, что позволило возобновить однополые браки, начиная с июня 2013 года. Закон штата об усыновлении в однополых семьях действует с 2003 года и позволяет совместное усыновление однополыми парами детей, а также усыновление детей друг друга. В 2014 году Калифорния стала первым штатом в США, официально запретившим использование факта гомосексуальности или трансгендерности жертвы в судебных процессах по убийствам, как смягчающего обстоятельства. В 2015 году Калифорния стала первым штатом, который оплатил операцию по смене пола для заключенных-трансгендеров. Наибольшая поддержка прав ЛГБТ наблюдается в крупнейших городах штата, таких как Лос-Анджелес, Сан-Диего и Сан-Франциско, а также во многих городах на побережье Тихого океана. По данным статистики, подавляющее большинство жителей Калифорнии поддерживают однополые браки.

## Законы об однополых сексуальных отношениях
Первые законы о содомии были приняты во время колонизации территории Калифорнии испанцами. Общая открытость или безразличие к гомосексуализму среди местного населения исчезла с появлением христианских миссионеров, которые традиционно относили гомосексуализм к смертным грехам. В 1850 году, вскоре после присоединения Калифорнии к США, в штате был принят уголовный кодекс, в котором предусматривалось наказание за анальное сношение в виде лишения свободы сроком от 1 до 14 лет. В последующие годы в местный «Закон о содомии» были внесены поправки, включающие наказание за оральный секс.
В 1909 году в Калифорнии был принят закон, предусматривавший возможную стерилизацию «моральных или сексуальных извращенцев», в соответствии с которым к 1948 году было стерилизовано 19 042 человека. Дебаты об отмене закона штата о содомии начались в середине XX века, и в 1975 году в законодательное собрание штата было внесено соответствующее предложение.
В 1974 году избиратели решили внести поправку в Декларацию о правах в Конституции штата Клафорния, включив в неё положение о «неотъемлемых правах», таких, как «жизнь и свобода, приобретение, владение и защита собственности, а также поиск и обеспечение безопасности, счастья и неприкосновенности частной жизни». Закон для жителей штата старше 18 лет, который ограничивал действовавшие законы о содомии и оральном совокуплении между представителями как одного пола, так и разных полов, был принят в мае 1975 года и вступил в силу в 1976 году.

## Однополые браки
Со времени принятия в 1971 году законодательным собранием штата закона о замене местоимений по признаку пола на гендерно нейтральные местоимения, гражданский кодекс штата Калифорния определял брак как «личное отношение, вытекающее из гражданского договора, при котором согласие сторон, способных заключить этот договор, является необходимым условием».
Это определение подразумевало исключительно лиц противоположного пола, но из-за опасений в трактовке закона в пользу однополых браков, член ассамблеи штата Брюс Нестанде предложил законопроект № 607, который «запрещал лицам одного пола вступать в законный брак» на территории штата. В гражданский кодекс были внесены поправки, которые определили брак как «личные отношения, вытекающие из гражданского договора между мужчиной и женщиной, по которому необходимо согласие сторон, способных заключить этот договор».
Противниками законопроекта были член ассамблеи штата Уилли Браун, инициатор отмены «Закона о содомии» в Калифорнии в 1975 году, и сенатор Милтон Маркс. Законопроект был принят в сенате (23 «за», 5 «против») и ассамблее (68 «за», 2 «против») штата. 17 августа 1977 года закон ратифицировал губернатор Джерри Браун.
В 1985 году мэрия города Беркли стала первым государственным органом, который на законных основаниях признал однополые пары. В Беркли стали регистрировать гражданское партнерство между работниками городских и школьных округов. Термин «гражданское партнёрство» был предложен городским служащим и активистом за права ЛГБТ Томом Броэмом. Это модель послужила образцом для принятия законодательного акта о гражданском партнёрстве на территории всего штата. С 1999 года штат Калифорния предоставляет льготы однополым партнерам государственных служащих.
Благодаря «Закону о внутреннем партнерстве» 1999 года Калифорния стала первым штатом в США, юридически признавшим однополые отношения. В соответствии с «Законом о правах и обязанностях гражданских партнёров Калифорнии» 2003 года (вступившим в силу 1 января 2005 года) на территории штата признаются также гражданские партнёрства (однополые), заключённые в других штатах США и за рубежом.
Предложение 22, конституционная поправка, принятая избирателями штата в 2000 году, запрещала в Калифорнии признавать однополые браки. Эта поправка была отклонена в мае 2008 года Верховным судом Калифорнии по делам о браке, но спустя несколько месяцев в Предложении 8 был восстановлен запрет в Калифорнии на браки для однополых пар. За время между решением Верховного суда Калифорнии и принятием Предложения 8 штат выдал однополым парам десятки тысяч лицензий на брак. В деле Штраус против Хортона суд подтвердил, что эти браки все ещё действительны после принятия Предложения 8.
В 2010 году федеральный окружной суд по делу «Перри против Шварценеггера» постановил, что Предложение 8 является неконституционным в связи с нарушениями положений о надлежащей процедуре и равной защите в Четырнадцатой поправке к Конституции США, но Апелляционный суд США по девятому округу приказал приостановить судебное решение до рассмотрения апелляции.
В феврале 2012 года коллегия из трёх судей Апелляционного суда США по девятому округу поддержала решение окружного суда в деле «Перри против Шварценеггера» и признало Предложение 8 неконституционным, хотя и по более узким основаниям. Сторонники Предложения 8 добивались повторного слушания в полном объеме (имеется в виду пересмотр решения большей коллегией судей девятого округа), но в июне 2012 года их требование было отклонено. Затем сторонники Предложения 8 подали петицию в Верховный суд США с просьбой пересмотреть решение Апелляционного суда США по девятому округу. Их просьба была удовлетворена 7 декабря 2012 года. Верховный суд США вынес свое решение 26 июня 2013 года, фактически поддержав определение нижестоящих судов о том, что Предложение 8 является неконституционным, но сделал это на процессуальных основаниях, непосредственно не касаясь конституционности меры. Два дня спустя отмена Предложения 8 Апелляционным судом США по девятому округу позволила однополым парам снова заключать браки в Калифорнии.
В Калифорнии предпринимались усилия по проведению референдума в 2012 году, чтобы отменить Предложение 8 и внести поправки в Конституцию штата, которые позволили бы однополым парам вступать в брак. Однако в феврале 2012 года организация «Сохраним любовь и честь», которая занималась сбором подписей для проведения референдума, приостановила эту деятельность ввиду того, что судебные процессы проходили хорошо для сторонников равенства, и дорогостоящая кампания по референдуму утратила актуальность.
Закон SB 1306, представленный в феврале 2014 года сенатором Марком Лено и подписанный губернатором Джерри Брауном в июле 2014 года, обновил семейный кодекс штата, включив в него и положение об однополых браках в Калифорнии. Закон исключил неисполнимые и дискриминационные формулировки в отношении однополых пар, такие, как Предложение 22 (2000) и AB 607 (1977), а также модернизировал весь кодекс, заменив слова «муж» и «жена» на слова «супруг (а)».

### Закон о признании брака и защите семьи
12 октября 2009 года после принятия Предложения 8 губернатор Арнольд Шварценеггер подписал закон «О признании брака и защите семьи» (закон SB 54), предложенный сенатором штата Марком Лено. Законопроект установил, что некоторые однополые браки, заключенные за пределами штата, также признаются штатом Калифорния как «брак», в зависимости от даты заключения.
После принятия Предложения 8 судьи Верховного суда Калифорнии подтвердили, что все однополые браки, заключенные в Калифорнии до принятия Предложения 8, продолжают оставаться в силе и признаются браками. «Закон о признании брака и защите семьи» также установил, что однополые браки, заключённые за пределами штата, признаются браками, если они были заключены до вступления в силу Предложения 8. Эта категория также включает однополые браки, заключенные до того, как однополые браки стали законными в Калифорнии. Закон также предписывает полное юридическое признание однополых браков, законно заключенных за пределами Калифорнии после принятия Предложения 8, с единственным исключением, что отношения не могут быть обозначены словом «брак». Закон не предусматривает использование слова вместо слова «брак» для описания этих отношений; они также не признаются как «гражданские партнерства». Возобновление заключения однополых браков в Калифорнии 28 июня 2013 года фактически заменяет этот закон в отношении однополых браков за пределами штата.

### Закон SB 1306 (2014)
Представленный сенатором Марком Лено 21 февраля 2014 года, закон SB 1306 отменил разделы 300 (AB 607 1977 года), 308 (Закон о признании брака и защите семьи), 308.5 (Предложение 22) семейного кодекса и внес изменения гендерно-нейтрального характера в раздел 300. Законодательство исключило обязательную ссылку на брак как союз «между мужчиной и женщиной» из семейного кодекса штата и обновило закон гендерно-нейтральными терминами, чтобы применять их к лицам заключающим брак вне зависимости от их пола.
Во время его прохождения была выражена некоторая обеспокоенность тем, что, отменив запрет на однополые браки, закон SB 1306 нарушил разделение властей, поскольку законодательный орган отменил инициативу, принятую избирателями. Тем не менее, консенсус достигнутый в юридическом комитете ассамблеи штата состоял в том, что избиратели не могут принимать неконституционные законы. В свете решений Верховного суда Калифорнии и Верховного суда США, которые запрещали исполнение любого закона, запрещающего однополым парам вступать в брак, юридический комитет ассамблеи определил, что законодательный орган имеет право отменять принятые избирателями неконституционные законодательные акты.
Закон SB 1306 был утвержден юридическим комитетом сената Калифорнии (5 «за», 2 «против») 8 апреля 2014 года, а 1 мая 2014 года сенат штата Калифорния принял законопроект (25 «за», 10 «против»). 30 июня закон приняла ассамблея штата (51 «за», 11 «против»). Закон был подписан губернатором 7 июля 2014 года и вступил в силу 1 января 2015 года. Определение брака в Калифорнии теперь следующее: «Брак, это личное отношение, вытекающее из гражданского договора между двумя лицами, для которого необходимо согласие сторон, способных заключить этот договор».

### Закон SB 1005 (2016)
В апреле 2016 года сенат штата проголосовал (34 «за», 2 «против») за принятия закона SB 1005, предложенного сенатором Ханной-Бет Джексон, в котором весь кодекс законов штата Калифорния был обновлён в соответствии с законом SB 1306. Ассамблея штата также одобрила законопроект с поправками (63 «за», 1 «против»), который в таком виде был принят в сенате штата (34 «за», 0 «против»). Закон был подписан губернатором Джерри Брауном и вступил в силу 1 января 2017 года.

### Супружеские визиты в тюрьмы
В июне 2007 года Калифорния стала первым штатом, департамент исправительных учреждений которого объявил, что разрешит однополые супружеские свидания. Инициатива была принята в соответствии с законом штата 2005 года, согласно которому государственные органы должны предоставлять гражданским партнёрам те же права, что и гетеросексуальным парам. Новые правила допускают свидания только между зарегистрированными гражданскими партнёрами и однополыми супругами, которые сами не находятся в заключении. Кроме того, гражданское партнерство или однополый брак должен быть заключён до того, как одна из сторон была заключена в тюрьму.

## Федеральный подоходный налог
В мае 2010 года Налоговое управление США (IRS) постановило, что правила этой службы, регулирующие доходы от общей собственности для супружеских пар, распространяются и на однополые браки и гражданские партнёрства, подающие налоговые декларации в штатах, где признаётся юридический статус таких пар. Пары с зарегистрированными гражданским партнёрством или состоящие в однополых браках в Калифорнии должны сначала объединить свой годовой доход, а затем каждый из супругов может потребовать половину этой суммы в качестве своего дохода для целей федерального налогообложения.

## Усыновление, суррогатное материнство и планирование семьи
Усыновления для однополых пар в Калифорнии законны с 2003 года, а искусственное оплодотворение для лесбийских пар было одобрено ещё в 1976 году. Альтруистическое или коммерческое суррогатное материнство законно в Калифорнии с 1990 года. В сентябре 2012 года губернатор Калифорнии, демократ Джерри Браун подписал несколько законопроектов о суррогатном материнстве. В январе 2019 года была обнаружена юридическая лазейка в калифорнийском законе о происхождении, которая юридически запрещает имена однополых родителей в свидетельстве о рождении для их детей, если они не состоят в браке или не состоят в семейном партнерстве. Законопроект об исправлении этой лазейки вступил в силу 1 января 2020 года.

## Защита от дискриминации
В соответствии с законодательством штата Калифорния права ЛГБТ-людей находятся под защитой, в частности, права в отношении жилья, кредитования, общественных учреждений, труда и / или занятости. Кроме того, разделы «В повторных случаях вступления в брак», не отмененные Предложением 8, включают установление сексуальной ориентации в качестве «защищаемой категории» в соответствии с законодательством Калифорнии, что требует повышенного контроля в спорах о дискриминации.
В 1979 году в Верховном суде Калифорнии прошло слушание дела, итогом которого стало решение о том, что государственные учреждения не могут дискриминировать гомосексуалов в соответствии с подразделом (а) раздела семь первой статьи Конституции Калифорнии, который запрещает общественным организациям заниматься произвольной дискриминацией при приеме на работу.
В 1992 году, после беспорядков, спровоцированных вето губернатора Пита Уилсона на закон, гарантировавший защиту от дискриминации по признаку сексуальной ориентации со стороны частных работодателей, тот же губернатор изменил курс и подписал закон, который реформировал существующие антидискриминационные законы Калифорнии, включив в них запрет на дискриминацию по признаку сексуальной ориентации при трудоустройстве. Наказания за нарушение этого закона отличались от прежних наказаний, носивших скорее гражданский, чем уголовный характер. Вступив в силу в 2000 году, закон AB 1001 продолжил реформу калифорнийского закона о справедливом трудоустройстве и жилье 1959 года и расширили защиту прав ЛГБТ-людей в области занятости, жилья и кредитования. Гендерная идентичность или выражение не были защищены законодательно до 2003 года. В сентябре 2005 года губернатор Арнольд Шварценеггер подписал закон AB 1400, Закон о гражданских правах 2005 года, который утверждает, что законы штата, запрещающие дискриминацию в общественных местах, включают в себя гендерную идентичность, сексуальную ориентацию и семейное положение.

### Законы о преступлениях на почве ненависти
Закон штата Калифорния обеспечивает защиту от преступлений на почве ненависти, основанную на сексуальной ориентации и гендерной идентичности или выражении, наряду с другими категориями.
В 2014 году Калифорния стала первым штатом в США, официально запретившим использование защитой факта гомофобной паники, как смягчающего обстоятельства при вынесении приговора, предусмотренного законом за убийство.

## Гендерная идентичность и выражение
В Калифорнии можно законно изменить гендер и биологический пол. Операция по смене пола не является обязательным требованием для изменения пола в новом свидетельстве о рождении. В 2014 году был принят новый закон, который требует от любого должностного лица, ответственного за заполнение свидетельства о смерти трансгендера, обеспечивать его соответствие гендерному выражению умершего человека, которое должно быть подтверждено другими государственными документами или медицинскими процедурами, связанными с полом. В 2015 году Калифорния стала первым штатом, где начали проводить операции по смене пола для трансгендерных заключенных.
С 1 января 2019 года в Калифорнии на законных основаниях выдаются свидетельства о рождении и водительские права, в которых пол указан, как «пол Х» и «нейтральный с гендерной точки зрения».
Калифорния стала первым штатом в США, который по закону требует, чтобы все ванные комнаты для одного человека были нейтральными с гендерной точки зрения. Закон об этом вступил в силу 1 марта 2017 года.
В феврале 2019 года, впервые в США, в законодательный орган штата Калифорния был внесен законопроект, запрещающий медицинское вмешательство в отношении несовершеннолетних интерсексуалов. В настоящее время законопроект ожидает голосование в судебно-исполнительном комитете.

## Права в сфере здравоохранения и образования
В 2014 году был принят новый закон, согласно которому врачи, медсестры и другие поставщики медицинских услуг должны соответствовать стандартам культурной компетенции, которые включают «понимание и применение культурных и этнических данных в процессе клинической помощи, включая, при необходимости, знания о надлежащем обращении и оказании помощи сообществам лесбиянок, геев, бисексуалов, трансгендеров и интерсексуалов».
Закон штата Калифорния запрещает «дискриминацию, преследование, запугивание и травлю на основе фактических или предполагаемых характеристик, включая иммиграционный статус, инвалидность, пол, гендерную идентичность, гендерное выражение, национальность, расу или этническую принадлежность, религию, сексуальную ориентацию или ассоциацию с человеком или группой лиц» с одной или несколькими из этих фактических или предполагаемых характеристик. Противодействие издевательствам в штате также включает запрет на «кибер-сексуальные издевательства», поощряет школьные округа информировать учеников относительно имеющейся информации и ресурсов об опасностях и последствиях издевательств, а также предписывает министерству образования разработать интерактивный инструмент помощи, который бы мог оказывать помощь всему школьному персоналу, школьным администраторам, родителям, ученикам.
Закон FAIR об образовании, это закон штата Калифорния, который был подписан 14 июля 2011 года. Закон обязывает включать в учебники по образованию политический, экономический и социальный вклад людей с ограниченными возможностями, а также лесбиянок, геев, бисексуалов и транссексуалов, и в учебные программы по общественным наукам в государственных школах Калифорнии путем внесения поправок в кодекс образования штата. Также были внесены поправки в существующий закон, включившие сексуальную ориентацию и религию, а также расу, этническую принадлежность, национальность, пол и инвалидность в список тем, по которым школам запрещалось поддерживать негативные действия или обучать учащихся неблагоприятным образом. Закон штата обязывает изучать историю ЛГБТ на уроках истории и общественных наук. Процесс обучения может включать чтение детских книг с однополыми родителями или изучение движения за права ЛГБТ, беспорядков «Белой ночи» и убийства Москоне и Милка, в зависимости от возраста и класса.
Закон об успехах и возможностях в школе, также известный как Законопроект Ассамблеи 1266, или AB 1266, представляет собой законопроект, который был внесен сборщиком Томом Аммиано и подписан губернатором Джерри Брауном. Закон расширил защиту гендерной идентичности и запрет дискриминации по признаку выражения для трансгендеров и студентов, не соответствующих гендерным нормам. В законопроекте конкретно упоминается, что занятия и мероприятия должны проводиться независимо от биологического пола, а также разрешать трансгендерным студентам пользоваться ванными комнатами, раздевалками и заниматься спортом, который соответствует их гендерной идентичности, независимо от пола, с которым они родились. Закон вступил в силу в январе 2014 года. Этот закон был принят неоднозначно. Гомофобные организации, такие как Национальная организация по браку, «Спасём Калифорнию» и Тихоокеанский институт юстиции, поддержали петицию с инициативой по голосованию с целью отмены закона. Петиция была распространена коалицией «Конфиденциальность для всех студентов», которая работала с вышеупомянутыми организациями. Тем не менее, попытка потерпела неудачу после того, как она «собрала примерно 17 000 подписей, вместо 504 760 действительных имён, которые должны были быть представлены избирателям».
Половое воспитание в Калифорнии регулируется Законом о здоровой молодежи Калифорнии 2016 года. В соответствии с этим законом уроки должны быть «точны с медицинской точки зрения» и «соответствовать возрасту». Они охватывают ряд тем, включая здоровые отношения, как избежать нежелательной беременности и заражения болезнями, передаваемыми половым путем, домашнего насилия, противозачаточных средств и воздержания. Дискуссии о сексуальной ориентации также проходят в старших классах.

## Конверсионная терапия
В августе 2012 года Ассамблея штата Калифорния утвердила SB 1172, запрещающий поставщикам психиатрических услуг участвовать в действиях по изменению сексуальной ориентации (таких как конверсионная терапия) с несовершеннолетними ЛГБТ. Он был подписан губернатором Джерри Брауном 29 сентября 2012 года. Закон вступил в силу 1 января 2013 года, но был оспарен в деле «Пикап против Брауна и Уэлч против Брауна» .
29 августа 2013 года Апелляционный суд девятого округа США приостановил действие судебного запрета на SB 1172 и отклонил требования истцов против разрешения вступления в силу запрета на конверсионную терапию. 26 июня 2014 года Верховный суд провел совещание по вопросу о том, начинать или нет судебный процесс с целью добиться судебного пересмотра решения нижестоящего суда по делу «Пикап против Брауна». 30 июня 2014 года Верховный суд отказал в просьбе о пересмотре процесса.
AB 2943, законопроект ассистента Эвана Лоу, который расширил запрет на платную конверсионную терапию для взрослых, был одобрен в 2018 году, но отозван Лоу до окончательного утверждения. Это был бы первый запрет во всём штате, применяемый к взрослым.

## Законы в области ВИЧ и прочие
27 мая 2016 года губернатор Калифорнии Джерри Браун подписал законопроект сената 1408, вступивший в силу немедленно, который был единогласно принят законодательным собранием штата Калифорния. Закон защищает донорство органов и трансплантацию ВИЧ-инфицированных людей в штате Калифорния. Хирурги, которые трансплантируют органы от ВИЧ-положительных доноров ВИЧ-положительным пациентам, также защищены от ответственности и от наказания Калифорнийским медицинским советом. Этот закон также согласуется с федеральным Законом о справедливости политики в отношении органов ВИЧ, который отменил федеральный запрет на эту процедуру ещё в 2013 году.
С 1 января 2019 года правоохранительные органы в Калифорнии по закону обязаны проходить обязательную подготовку по вопросам ЛГБТ.

## Общественное мнение и отношение
За последние десятилетия поддержка прав ЛГБТ и однополых браков в Калифорнии значительно изменилась. Первый известный опрос общественного мнения, посвященный изучению отношения к однополым бракам в Калифорнии, был проведен в 1977 году социологом Мервином Филдом. Опрос показал, что 28 % калифорнийцев поддержали однополые браки, в то время как 59 % были против. Согласно следующим опросам, уровень поддержки постепенно увеличивался и достиг 40 % в начале 2000-х годов. В 2008 году Филд Поулл опубликовал опрос, в котором впервые в истории штата было представлено большинство в пользу однополых браков. Это большинство стабилизировалось в начале 2010-х годов и достигло 60 % в 2013 году. По данным Института изучения общественных религий (PRRI) 2017 года, 66 % жителей Калифорнии поддержали однополые браки, тогда как 23 % были против.
Вышеупомянутый опрос PRRI также показал, что поддержка антидискриминационных законов, касающихся сексуальной ориентации и гендерной идентичности, пользуется широкой поддержкой населения. 73 % были за такие законы, а 20 % были против. Точно так же 63 % калифорнийцев выразили несогласие с отказами по мировоззренческим мотивам обслуживать ЛГБТ-людей. 28 % выразили поддержку.

## Сводная таблица прав ЛГБТ в штате Калифорния
| Декриминализация однополых отношений                            | Да       | c 1976                |
| Равный возраст сексуального согласия для ЛГБТ и гетеросексуалов | Да       | с 1976                |
| Антидискриминационные законы в сфере занятости                  | Да       | с 1992 СО; с 2003 ГИ  |
| Антидискриминационные законы при предоставлении товаров и услуг | Да       | с 1992 СО; с 2003 ГИ  |
| Антидискриминационные законы во всех других областях            | Да       | с 1992 СО; с 2003 ГИ  |
| Брак для однополых пар                                          | Да       | с 2013 (с 1999 ГП)    |
| Право на усыновление детей однополыми семьями                   | Да       | с 2003                |
| Право на усыновление ребёнка партнёра в однополых семьях        | Да       | с 2003                |
| Право на усыновление детей одинокими ЛГБТ                       | Да       |                       |
| Право на ЭКО и суррогатное материнство для ЛГБТ                 | Да       | с 1976 ЭКО, с 1990 СМ |
| Право на прохождение службы армии для ЛГБТ                      | Да       | с 2011                |
| Конверсионная терапия запрещена для несовершеннолетних          | Да       | с 2013                |
| Право на изменение гражданского пола                            | Да       |                       |
| Право МСМ быть донорами крови                                   | Частично |                       |